# Бен Гардан
Бен Гардан или Бенгардане (Арапски: بن ڤردان, изговор: Bin Guirdan; фр. Benguerdene) је приморски град у југоисточном Тунису, близу границе са Либијом. Координате града су: 33° 8′ 20″ N 11° 13′ 0″ E / 33.13889° С; 11.21667° И.

## Историја
Током Другог светског рата Аеродром „Бен Гардан“ користила је 57. ловачка група, која је летела авионима Кертис П-40 са аеродрома од 9. до 21. марта 1943. Осмој армији је током напредовања у Тунис из правца Либије била припојена 57. армија. Аеродром су још користили Спитфајерс авиони из 601 ескадриле РАФ.
Град Бен Гардан припада Вилајету Меденине и по подацима из у 2014. године има број становника процењен на 66.567 у граду и 79.912 у широј градској зони. Град се налази 32 километра од туниско-либијске границе.

## Битка код Бен Гардана
У марту 2016, град је био поприште напада Исламске државе Ирака и Леванта у Либији  у Бици код Бен Гардана. По речима премијера Туниса Хабиба Есида у бици је убијено 55 људи: 36 терориста, 12 војника и 7 цивила.
Вођа Ал-Каиде у Ираку, Абу Мусаб ал-Заркави, је рекао поводом Бен Гардана, „да се којим случајем налази поред Фалуџе, ми бисмо ослободили цео Ирак“. 
Према Вашингтон Посту „стотине младића су напустили Бен Гардан током протекле три деценије да би учествовали у џихаду у Ираку, Авганистану и Босни. Исти извор тврди да су младићи били делимично радикализовани од стране репресивног режима који је прогонио исламисте“.

### Популација и племенска разноликост
У граду су измешани Бербери и Арапи, потомци племенског савеза Твазин који се одиграо пре неколико векова као одбрамбени штит од инвазије са истока (Либије). Не постоји историјски запис о датуму оснивања овог савеза, али становници Бен Гардана имају сачувана предања и осећај поноса на тај савез. Поред Твазина, постоје и друга велика племена као што су Јелидат, Рабаја који су утицали на културу и начин живота у овом граду.

## Економија
Привредна активност Бен Гардана се углавном заснива на трговини, рибарству и пољопривреди. У индустрији, прехрамбени сектор доминира са 61 од укупно 95 фирми. Тунижани и Либијци користе предност доступности и разноврсности робе којом се тргује у Бен Гардану. Шире подручје је познато по једногрбим камилама чији се број процењује на преко 15.000 грла. 